# Christopher Plys
Christopher Plys (conocido como Chris Plys; Duluth, 13 de agosto de 1987) es un deportista estadounidense que compite en curling.
Ganó una medalla de bronce en el Campeonato Pan Continental de Curling Masculino de 2024. Participó en dos Juegos Olímpicos de Verano, ocupando el décimo lugar en Vancouver y el cuarto en Pekín 2022, en el equipo masculino.

## Palmarés internacional
| Campeonato Pan Continental | Campeonato Pan Continental | Campeonato Pan Continental | Campeonato Pan Continental |
| Año                        | Lugar                      | Medalla                    | Prueba                     |
| -------------------------- | -------------------------- | -------------------------- | -------------------------- |
| 2024                       | Lacombe (Canadá)           | Medalla de bronce          | Equipo                     |